# Parendacustes sulawesi
Parendacustes sulawesi är en insektsart som beskrevs av Andrej Vasiljevitj Gorochov 2003. Parendacustes sulawesi ingår i släktet Parendacustes och familjen syrsor. Inga underarter finns listade i Catalogue of Life.